# Деркульська селищна адміністрація
Дерку́льська селищна адміністрація (каз. Дерқұл кенттік әкімдігі, рос. Деркульская поселковая администрация) — адміністративна одиниця у складі Уральської міської адміністрації Західноказахстанської області Казахстану. Адміністративний центр — селище Деркул.
Населення — 28861 особа (2021; 10187 у 2009, 8954 у 1999, 8826 у 1989).
Станом на 1989 рік існувала Деркульська селищна рада (смт Деркул, села Кордон, Маштаково), село Лівкіно перебувало у складі Ждановської сільської ради колишнього Приурального району. 2023 року ліквідовано села Кордон та Лівкіно.

## Склад
До складу округу входять такі населені пункти:
| Населений пункт | Старі назви | Населення, осіб (1989) | Населення, осіб (1999) | Населення, осіб (2009) | Населення, осіб (2021) |
| --------------- | ----------- | ---------------------- | ---------------------- | ---------------------- | ---------------------- |
| Деркул, селище  | -           | 8385                   | 8606                   | 9786                   | 28407                  |
| Кордон, село    | Кардон      | 105                    | 60                     | 37                     | 26                     |
| Лівкіно, село   | -           | 87                     | 47                     | 10                     | 3                      |
| Маштаково, село | -           | 249                    | 241                    | 354                    | 425                    |